# Список руководителей Коммунистической партии Китая
Ниже представлен список руководителей Коммунистической партии Китая с момента основания КПК в 1921 году и до настоящего времени.

## Генеральный секретарь
С 1921 года по 1943 год руководителем Коммунистической партии Китая был Генеральный секретарь.
| Имя                 | Портрет | Время полномочий      | Годы жизни                    |
| ------------------- | ------- | --------------------- | ----------------------------- |
| Чэнь Дусю (陈独秀)  |         | 1921—1922 и 1925—1927 | 8 октября 1879 — 27 мая 1942  |
| Цюй Цюбо (瞿秋白)   |         | 1927 — 1928           | 29 января 1899 — 18 июня 1935 |
| Сян Чжунфа (向忠发) |         | 1928 — 1931           | 1880 — 24 июня 1931           |
| Ван Мин (王明)      |         | 1931                  | 23 мая 1904 — 27 марта 1974   |
| Бо Гу (博古)        |         | 1932 — 1935           | 14 мая 1907 — 8 апреля 1946   |
| Ло Фу (张闻天)      |         | 1935 — 1943           | 30 июня 1900 — 1 июля 1976    |

## Председатель ЦК КПК
С 1943 года вместо поста Генерального секретаря был создан пост Председателя ЦК КПК
| Имя                 | Портрет | Время полномочий | Годы жизни                        |
| ------------------- | ------- | ---------------- | --------------------------------- |
| Мао Цзэдун (毛泽东) |         | 1943 — 1976      | 26 декабря 1893 — 9 сентября 1976 |
| Хуа Гофэн (华国锋)  |         | 1976 — 1981      | 16 февраля 1921 — 20 августа 2008 |
| Ху Яобан (胡耀邦)   |         | 1981 — 1982      | 20 ноября 1915 — 15 апреля 1989   |

## Генеральный секретарь
С 1982 года Коммунистической партией Китая вновь руководит Генеральный секретарь.
| Имя                   | Портрет | Время полномочий | Годы жизни                       |
| --------------------- | ------- | ---------------- | -------------------------------- |
| Ху Яобан (胡耀邦)     |         | 1982 — 1987      | 20 ноября 1915 — 15 апреля 1989  |
| Чжао Цзыян (赵紫阳)   |         | 1987 — 1989      | 17 октября 1919 — 17 января 2005 |
| Цзян Цзэминь (江泽民) |         | 1989 — 2002      | 17 августа 1926 - 30 ноября 2022 |
| Ху Цзиньтао (胡锦涛)  |         | 2002 — 2012      | род. 21 декабря 1942             |
| Си Цзиньпин (習近平)  |         | с 2012 года      | род. 1 июня 1953                 |

## Руководители КПК де-факто
- Дэн Сяопин — после смерти Мао (в 1976 году) стал главой партии при непопулярном у политической и военной верхушки преемнике Мао — Хуа Гофэне. В декабре 1978 года пленум ЦК КПК оформил главенствующую роль Дэн Сяопина в руководстве КНР[1]. С 28 июня 1981 по 9 ноября 1989 — 3-й председатель Военсовета ЦК КПК.